# Kazimierz Hieronim Gwiazdomorski

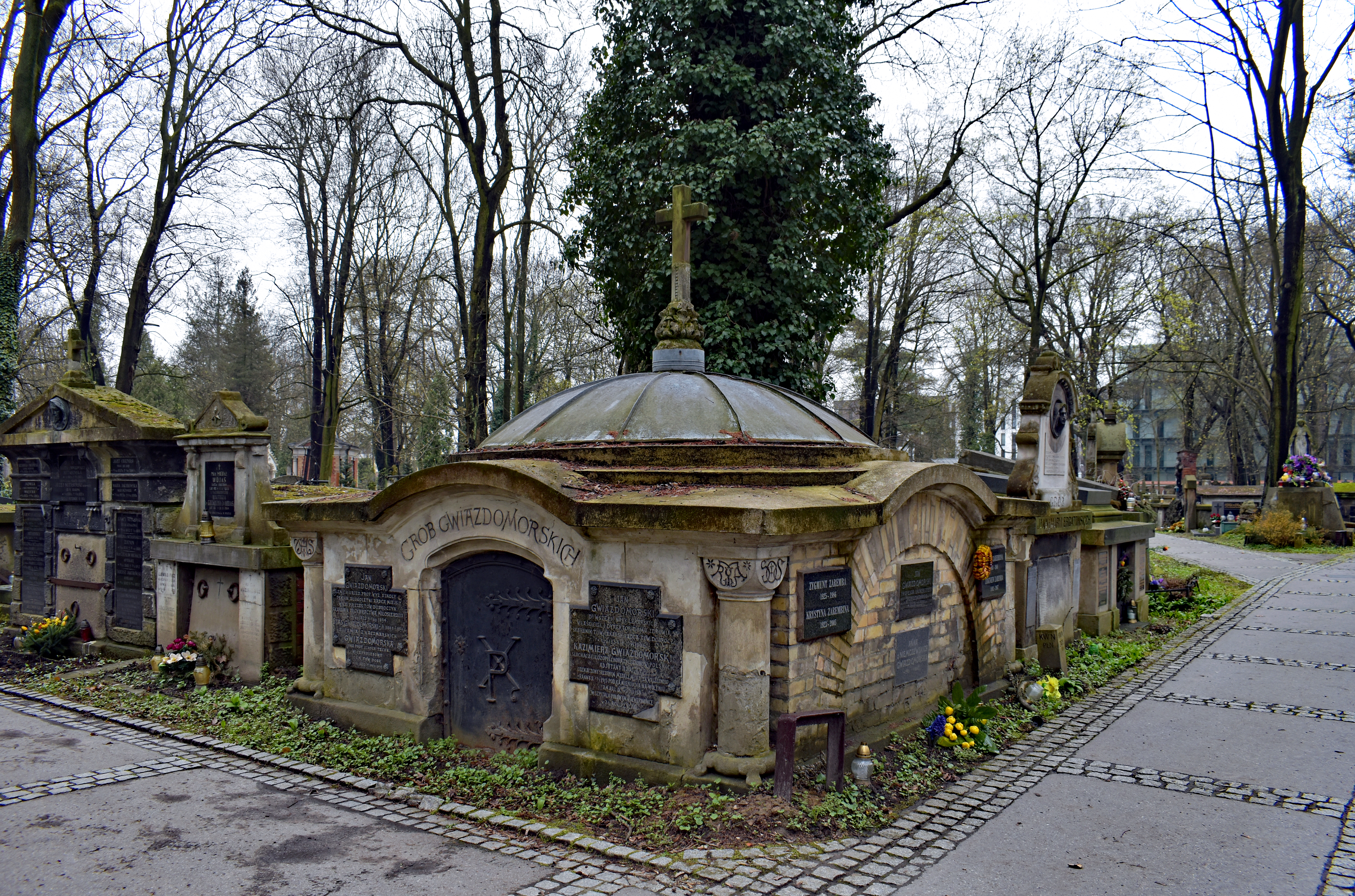
Grobowiec Gwiazdomorskich na cmentarzu Rakowickim

Kazimierz Hieronim Gwiazdomorski ps. „Kage”  (ur. 20 maja 1890 w Krakowie, zm. 3 listopada 1915 w Sewerynówce) – chorąży Legionów Polskich, działacz niepodległościowy, kawaler Orderu Virtuti Militari.

## Życiorys
Urodził się 20 maja 1890 w Krakowie. Był synem Jana Kazimierza, lekarza, założyciela pierwszej galicyjskiej lecznicy prywatnej i Domu Zdrowia w Krakowie, i Marii Anny z Ciechanowskich . Był bratem prawnika Jana, Heleny i Anny Eufemii – żony krakowskiego kupca Adama Szarskiego.
W 1908 złożył maturę w c. k. III Gimnazjum w Krakowie. Następnie przez trzy lata studiował w Królewskiej Wyższej Szkole Technicznej w Charlottenburgu, po których przeniósł się na Wydział Filozoficzny Uniwersytetu Jagiellońskiego, gdzie studiował matematykę, fizykę i chemię.
W sierpniu 1914 wstąpił do Legionów Polskich. Od 30 września 1914 w szeregach 8. kompanii 2 Pułku Piechoty uczestniczył w kampanii karpackiej . Był w Marmaros-Sziget, uczestniczył w bitwach Nadwórną, Niezamiszowem, Tarnawicą, Leśną Sołotwiną, Mołotkowem, Pasieczną, Worochtą, Krzyworównią, Sokołówką, Rafajłową, Zieloną. Od grudnia do końca lutego 1915 leczył się w szpitalu wojskowym w Temeszwarze na reumatyzm. Następnie został słuchaczem Szkoły Podchorążych, którą ukończył 10 maja z wynikiem dostatecznym  . 14 maja 1915 został mianowany aspirantem oficerskim w randze tytularnego sierżanta z poborami plutonowego  . 9 sierpnia 1915 został mianowany chorążym i przeniesiony do 6 Pułku Piechoty na stanowisko adiutanta II batalionu .
25 października w czasie natarcia na folwark Kopne został ciężko ranny. Zmarł 3 listopada 1915 w szpitalu polowym w Sewerynówce w następstwie odniesionych ran. Później jego ciało zostało ekshumowane i 2 marca 1916 pochowane w grobowcu rodzinnym na cmentarzu Rakowickim w Krakowie .

## Ordery i odznaczenia
- Krzyż Srebrny Orderu Wojskowego Virtuti Militari nr 6371 – pośmiertnie, 17 maja 1922[10][11][12]
- Krzyż Niepodległości – pośmiertnie, 6 czerwca 1931 „za pracę w dziele odzyskania niepodległości”[13]
- Srebrny Medal Waleczności 1. klasy pośmiertnie[14]
- Krzyż Pamiątkowy 6 Pułku Piechoty Legionów Polskich („Krzyż Wytrwałości”)[15][4]